# Campeonato Maranhense de Futebol de 2015
O Campeonato Maranhense de Futebol de 2015 foi a 94ª edição da competição organizada pela Federação Maranhense de Futebol. A competição abriu vaga na Copa do Brasil de 2016 e na Copa do Nordeste de 2016. O campeão foi o Imperatriz e o vice-campeão foi o Sampaio Corrêa.

## Regulamento
Na primeira fase, as nove equipes se enfrentam em turno único. Após as nove rodadas, serão conhecidos os quatro classificados para a semifinal e o rebaixado.
Em caso de igualdade na pontuação, são critérios de desempate:
- 1) mais vitórias;
- 2) melhor saldo de gols;
- 3) mais gols pró;
- 4) confronto direto;
- 5) menos cartões vermelhos;
- 6) menos cartões amarelos;
- 7) sorteio.

Semifinal e final são disputadas no sistema mata-mata em jogos de ida e volta. Em caso de igualdade na pontuação e também no saldo de gols, o time de melhor campanha avança ou fica com o título. Campeão e vice representam o Maranhão na Copa do Brasil 2016 e na Copa do Nordeste 2016. O melhor colocado, com exceção do Sampaio Corrêa, garante vaga também na Série D do Brasileirão 2015.

## Equipes Participantes
| Equipe                            | Cidade                     | Em 2014      | Estádios (capacidade)    | Títulos             |
| --------------------------------- | -------------------------- | ------------ | ------------------------ | ------------------- |
| Araioses Futebol Clube            | Araioses                   | 6º           | Cardosão (1.000)         | 0 (não possui)      |
| Balsas Esporte Clube              | Balsas                     | 8º           | Cazuza Ribeiro (1.000)   | 0 (não possui)      |
| Cordino Esporte Clube             | Barra do Corda             | 4º           | Leandrão (1.400)         | 0 (não possui)      |
| Expressinho Futebol Clube         | São Luís                   | 1º (Série B) | Nhozinho Santos (12.891) | 0 (não possui)      |
| Moto Club de São Luis             | São Luís                   | 2º           | Castelão (41.000)        | 24 (último em 2008) |
| Sabiá Futebol Clube*              | Caxias                     | 2º (Série B) | Duque de Caxias (3.000)  | 0 (não possui)      |
| Sampaio Corrêa Futebol Clube      | São Luís                   | 1º           | Castelão (41.000)        | 32 (último em 2014) |
| Santa Quitéria Futebol Clube      | Santa Quitéria do Maranhão | 3º           | Rodrigão (8.000)         | 0 (não possui)      |
| Sociedade Imperatriz de Desportos | Imperatriz                 | 5º           | Frei Epifânio (10.000)   | 1 (último em 2005)  |
| São José de Ribamar Esporte Clube | São José de Ribamar        | 7º           | Dário Santos (600)       | 0 (não possui)      |

* Desistiu da competição alegando falta de dinheiro.

## Primeira-fase
| 1 | Moto Club      | 15 | 8 | 4 | 3 | 1 | 16 | 8  | +8  |
| 2 | São José-MA    | 15 | 8 | 4 | 3 | 1 | 11 | 7  | +4  |
| 3 | Imperatriz     | 14 | 8 | 4 | 2 | 2 | 15 | 11 | +4  |
| 4 | Sampaio Corrêa | 14 | 8 | 3 | 5 | 0 | 14 | 7  | +7  |
| 5 | Santa Quitéria | 13 | 8 | 3 | 4 | 1 | 7  | 5  | +2  |
| 6 | Araioses       | 9  | 8 | 2 | 3 | 3 | 10 | 9  | +1  |
| 7 | Cordino        | 6  | 8 | 1 | 3 | 4 | 11 | 14 | -3  |
| 8 | Balsas         | 5  | 8 | 1 | 2 | 5 | 6  | 18 | -12 |
| 9 | Expressinho    | 4  | 8 | 1 | 1 | 6 | 7  | 18 | -11 |

| Resultados     | Resultados | Resultados | Resultados | Resultados | Resultados | Resultados | Resultados | Resultados | Resultados |
|                | ARA        | BAL        | COR        | EXP        | IMP        | MOT        | SAM        | SAN        | SAO        |
| -------------- | ---------- | ---------- | ---------- | ---------- | ---------- | ---------- | ---------- | ---------- | ---------- |
| Araioses       | —          | 1–1        | 2–0        |            | 1–2        | 1–2        |            |            |            |
| Balsas         |            | —          | 2–1        |            | 2–2        | 0–4        |            | 0–2        |            |
| Cordino        |            |            | —          | 3–0        |            |            | 3–3        | 1–1        | 1–2        |
| Expressinho    | 1–3        | 1–0        |            | —          | 1–3        |            | 1–1        |            |            |
| Imperatriz     |            |            | 2–0        |            | —          |            | 1–2        | 1–2        | 1–1        |
| Moto Club      |            |            | 2–2        | 4–2        | 2–3        | —          |            |            | 2–0        |
| Sampaio Corrêa | 2–1        | 5–0        |            |            |            | 0–0        | —          |            | 1–1        |
| Santa Quitéria | 0–0        |            |            | 2–1        |            | 0–0        | 0–0        | —          |            |
| São José       | 1–1        | 2–1        |            | 2–0        |            |            |            | 2–0        | —          |

|  |                                 |
|  | Classificados para a fase final |
|  | Rebaixados a Série B            |

|  |                      |
|  | Vitória do mandante  |
|  | Vitória do visitante |
|  | Empate               |

### Desempenho por rodada
Clubes que lideraram ao final de cada rodada:
| Rodadas | Rodadas | Rodadas | Rodadas | Rodadas | Rodadas | Rodadas | Rodadas | Rodadas | Rodadas |
| ------- | ------- | ------- | ------- | ------- | ------- | ------- | ------- | ------- | ------- |
| 1       | 2       | 3       | 4       | 5       | 6       | 7       | 8       | 9       |         |
| SJO     | SJO     | SJO     | SAM     | SAM     | MOT     | STQ     | MOT     | MOT     |         |

Clubes que ficaram na última posição ao final de cada rodada:
| Rodadas | Rodadas | Rodadas | Rodadas | Rodadas | Rodadas | Rodadas | Rodadas | Rodadas |
| ------- | ------- | ------- | ------- | ------- | ------- | ------- | ------- | ------- |
| 1       | 2       | 3       | 4       | 5       | 6       | 7       | 8       | 9       |
| EXP     |         |         |         |         |         |         |         |         |

## Fase final
|  | Semifinais     | Semifinais | Semifinais | Semifinais |   |                | Final | Final | Final | Final |
|  |                |            |            |            |   |                |       |       |       |       |
|  | Sampaio Corrêa | 3          | 0          | 3          |   |                |       |       |       |       |
|  | Moto Club      | 1          | 1          | 2          |   |                |       |       |       |       |
|  | Moto Club      | 1          | 1          | 2          |   | Sampaio Corrêa | 2     | 1     | 3     |       |
|  |                |            |            |            |   | Sampaio Corrêa | 2     | 1     | 3     |       |
|  |                | Imperatriz | 1          | 3          | 4 |                |       |       |       |       |
|  | Imperatriz     | Imperatriz | 1          | 3          | 4 | 4              | 4     | 8     |       |       |
|  | Imperatriz     |            |            |            |   | 4              | 4     | 8     |       |       |
|  | São José-MA    | 1          | 2          | 3          |   |                |       |       |       |       |

## Premiação
| Campeonato Maranhense de 2015  |
| ------------------------------ |
| Imperatriz Campeão (2º título) |

## Maiores Públicos
Estes foram os dez maiores públicos do Campeonato:
| Nº | Público | Mandante              | Placar | Visitante                         | Estádio             | Data           | Rodada            |
| -- | ------- | --------------------- | ------ | --------------------------------- | ------------------- | -------------- | ----------------- |
| 1  | 10 301  | Sampaio Correa        | 0x0    | Moto Club de São Luís             | Castelão (Maranhão) | 12 de Abril    | 9ª Rodada         |
| 2  | 10 000  | Imperatriz            | 3x1    | Sampaio Correa                    | Frei Epifânio       | 02 de Maio     | Final (Volta)     |
| 3  | 5 130   | Imperatriz            | 1x2    | Sampaio Correa                    | Frei Epifânio       | 01 de Março    | 4ª Rodada         |
| 4  | 4 836   | Moto Club de São Luís | 1x0    | Sampaio Correa                    | Castelão (Maranhão) | 22 de Abril    | Semi Final(Volta) |
| 5  | 4 564   | Sampaio Correa        | 3x1    | Moto Club de São Luís             | Castelão (Maranhão) | 19 de Abril    | Semi Final (Ida)  |
| 6  | 4 504   | Imperatriz            | 4x1    | São José de Ribamar Esporte Clube | Frei Epifânio       | 18 de Abril    | Semi Final (Ida)  |
| 7  | 2 494   | Imperatriz            | 1x1    | São José de Ribamar Esporte Clube | Frei Epifânio       | 21 de Março    | 7ª Rodada         |
| 8  | 1 907   | Imperatriz            | 2x0    | Cordino Esporte Clube             | Frei Epifânio       | 28 de Março    | 8ª Rodada         |
| 9  | 1 843   | Imperatriz            | 1x2    | Santa Quitéria Futebol Clube      | Frei Epifânio       | 7 de Fevereiro | 2ª Rodada         |
| 10 | 1 515   | Moto Club de São Luís | 2x2    | Cordino Esporte Clube             | Castelão (Maranhão) | 1 de Fevereiro | 1ª Rodada         |

## Menores Públicos
Estes foram os dez menores públicos do Campeonato:
| Nº | Público | Mandante                          | Placar | Visitante                         | Estádio             | Data            | Rodada    |
| -- | ------- | --------------------------------- | ------ | --------------------------------- | ------------------- | --------------- | --------- |
| 1  | 51      | Expressinho Futebol Clube         | 1x3    | Sociedade Imperatriz de Desportos | Castelão (Maranhão) | 11 de Março     | 6ª Rodada |
| 2  | 130     | Balsas Esporte Clube              | 0x2    | Santa Quitéria Futebol Clube      | Cazuza Ribeiro      | 15 de Março     | 6ª Rodada |
| 3  | 157     | São José de Ribamar Esporte Clube | 2x1    | Balsas Esporte Clube              | Dário Santos        | 8 de Março      | 5ª Rodada |
| 4  | 171     | Balsas Esporte Clube              | 0x4    | Moto Club de São Luís             | Cazuza Ribeiro      | 28 de Março     | 8ª Rodada |
| 5  | 204     | Santa Quitéria Futebol Clube      | 2x1    | Expressinho Futebol Clube         | Rodrigão            | 22 de Março     | 7ª Rodada |
| 6  | 219     | São José de Ribamar Esporte Clube | 1x1    | Araioses Futebol Clube            | Dário Santos        | 1 de Março      | 4ª Rodada |
| 7  | 242     | São José de Ribamar Esporte Clube | 2x0    | Expressinho Futebol Clube         | Dário Santos        | 1 de Fevereiro  | 1ª Rodada |
| 8  | 251     | Araioses Futebol Clube            | 2x0    | Cordino Esporte Clube             | Cardosão            | 15 de Março     | 6ª Rodada |
| 9  | 265     | Araioses Futebol Clube            | 1x2    | Sociedade Imperatriz de Desportos | Cardosão            | 12 de Abril     | 9ª Rodada |
| 10 | 331     | Balsas Esporte Clube              | 2x1    | Cordino Esporte Clube             | Cazuza Ribeiro      | 22 de Fevereiro | 3ª Rodada |

## Médias de Públicos
| Nº | Clube                             | Média | Jogos como mandante |
| -- | --------------------------------- | ----- | ------------------- |
| 1  | Imperatriz                        | 4 313 | 6                   |
| 2  | Sampaio Correa                    | 3 176 | 5                   |
| 3  | Moto Club de São Luís             | 1 914 | 5                   |
| 4  | Santa Quitéria Futebol Clube      | 669   | 2                   |
| 5  | Expressinho Futebol Clube         | 439   | 3                   |
| 6  | Cordino Esporte Clube             | 433   | 3                   |
| 7  | Araioses Futebol Clube            | 353   | 4                   |
| 8  | São José de Ribamar Esporte Clube | 330   | 5                   |
| 9  | Balsas Esporte Clube              | 252   | 4                   |

## Artilharia
| ;8 gols (1) - Rubens (Imperatriz) 7 gols (2) - Robert (Sampaio Corrêa) - Júnior Chicão (Imperatriz) 6 gols (1) - Cris (Imperatriz) 4 gols (1) - Wanderley (Moto Club) 3 gols (6) - Felipe Costa (Moto Club) - Juninho Pindaré (São José) - Edivânio (Sampaio Corrêa) - Lucas (Santa Quitéria) - Luís Jorge (Araioses) - Cleitinho (Sampaio Corrêa) 2 gols (7) - Diego Bala (Cordino) - Naôh (Moto Club) - Charlisson (São José) - Pimentinha (Sampaio Corrêa) - Valber (Sampaio Corrêa) - Kelson (Imperatriz) - Alex Campos (Expressinho) | 1 gol (22) - Alessandro (Araioses) - Jardel (Araioses) - Anderson (Balsas) - Igor (Balsas) - Jonas Paulista (Balsas) - Pavão (Balsas) - Alisson (Cordino) - Gordo (Cordino) - Josivan (Cordino) - Daniel Santos (Expressinho) - Rogerinho (Expressinho) - André (Imperatriz) - Régis (Imperatriz) | - Diego Renan (Moto Club) - Fagner (Moto Club) - Luis Fernando (Moto Club) - Rodolfo (Moto Club) - Vanderley (Moto Club) - Fred (Santa Quitéria) - Rivelino (Santa Quitéria) - Fábio Ricardo (São José) - Igor (São José) |